# ژوزپ ماریا بنت ئی ژورنت
ژوزپ ماریا بنت ئی ژورنت (کاتالونیایی: Josep Maria Benet i Jornet؛ ‏ تلفظ کاتالان: [ʒuˈzɛb məˈɾi.ə βəˈnɛt]؛ ‏ ۲۰ ژوئن ۱۹۴۰ – ۶ آوریل ۲۰۲۰) مشهور به پاپیتو نمایشنامه‌نویس، فیلم‌نامه‌نویس و نویسنده نامدار کاتالان بود. وی را یکی از اصلی‌ترین بازآفرینان تئاتر و نمایش کاتالان می دانند.
از فیلم‌ها یا مجموعه‌های تلویزیونی که وی در آن‌ها نقش داشته است، می‌توان به وِندِلْپلا اشاره نمود.
وی همچنین برندهٔ جوایزی همچون جایزه کرئو د سن ژردی شده‌است.